# Ctenoneura brunnea
Ctenoneura brunnea är en kackerlacksart som beskrevs av Hanitsch 1929. Ctenoneura brunnea ingår i släktet Ctenoneura och familjen Polyphagidae. Inga underarter finns listade i Catalogue of Life.